# Cynków (województwo lubelskie)
Cynków – wieś w Polsce położona w województwie lubelskim, w powiecie puławskim, w gminie Nałęczów.
W latach 1957–1963 Cynków znajdował się w granicach Nałęczowa. W związku z reformą znoszącą gminy jesienią 1954 roku, Cynków włączono do nowo utworzonej gromady Nałęczów. 1 stycznia 1957 Cynków wyłączono ze znoszonej gromady Nałęczów i włączono go do utworzonego rok wcześniej osiedla Nałęczów, w związku z czym Cynków stał się integralną częścią Nałęczowa. 30 czerwca 1963, w związku z nadaniem Nałęczowowi status miasta, Cynków wyłączono z Nałęczowa i włączono do gromady Sadurki, tym samym przywracając mu samodzielność.
W latach 1975–1998 miejscowość należała administracyjnie do ówczesnego województwa lubelskiego.
Wieś stanowi sołectwo gminy Nałęczów. Według Narodowego Spisu Powszechnego z roku 2011 wieś liczyła 125 mieszkańców.
Wierni Kościoła rzymskokatolickiego należą do parafii św. Jana Chrzciciela w Nałęczowie.

## Historia
Wieś notowana w roku 1428 jako „Czenikow”, następnie w roku 1461 „Czenykow”, „Czinkow” w spisach poborowych 1531-1533.
Położona historyczne w powiecie lubelskim, parafii Bochotnica (Długosz L.B. t.II s.556).
Być może stanowiła w roku 1428 własność kościelną, bowiem jako dziedzic wsi występuje ksiądz Jan, wieś graniczy wówczas ze Strzelcami, podobnie w roku 1459. W roku 1462 graniczy z Chmielowem. W księgach poborowych powiatu lubelskiego z roku 1532-33 odnotowano pobór z 1 łana i młyna.